# Liga w Lezhy
Liga w Lezhy (zwana także Ligą Książąt Albańskich oraz Ligą z Alessio) – antyosmańskie porozumienie książąt albańskich zawarte w marcu 1444 w Lezhy (podówczas weneckie Alessio) dzięki staraniom Jerzego Kastrioty (Skanderbega) i jego przybocznego Lekë Dukagjiniego.
Skanderbeg zorganizował w Lezhy spotkanie przedstawicieli albańskich grup szlacheckich, m.in.: Arianitów, Dukagjinów i Muzakasów. Wszyscy zgodzili się walczyć razem przeciwko Turkom i wybrali Skanderbega jako swojego suwerena.
Pomimo początkowych sukcesów wojsk ligi sytuacja z roku na rok stawała się coraz trudniejsza. 14 maja 1450 armia imperium osmańskiego większa niż kiedykolwiek wcześniej ruszyła na twierdzę w Krui. Walka trwała cztery miesiące, a tysiące Albańczyków zginęło w walce, jednak siły tureckie nie były w stanie zdobyć miasta. Sułtan Mehmed II powrócił w czerwcu 1466 roku na czele ogromnej, 150-tysięcznej armii. Taka siła zmasakrowała wszelkich albańskich obrońców. Po śmierci Skanderbega w 1468 walki z Turkami trwały aż do roku 1479.